# Too Much Flesh
Pour plus de détails, voir Fiche technique et Distribution.
Too Much Flesh est un film français réalisé par Jean-Marc Barr, sorti en 2000.

## Synopsis
Dans l'Illinois, un trentenaire découvre la sexualité avec une étrangère. Leurs actions vont peu à peu déteindre sur d'autres personnages jusqu'à susciter des réactions dans la bourgade rurale et plutôt puritaine.

## Fiche technique
- Titre : Too Much Flesh
- Réalisation : Pascal Arnold et Jean-Marc Barr
- Scénario : Pascal Arnold et Jean-Marc Barr
- Musique : Irina Decermic et Misko Plavi
- Photographie : Pascal Arnold
- Montage : Brian Schmitt
- Production : Pascal Arnold, Jean-Marc Barr et Karina Grandjean
- Société de production : Toloda, Bar Nothing, TF1 International et Canal+
- Société de distribution : Rézo Films (France)
- Pays :  France
- Genre : drame
- Durée : 110 minutes
- Dates de sortie : 
  -  Espagne : 24 septembre 2000 (festival international du film de Saint-Sébastien)
  -  France : 7 février 2001

## Distribution
- Rosanna Arquette : Amy
- Élodie Bouchez : Juliette
- Jean-Marc Barr : Lyle
- Ian Brennan : Bert
- Ian Vogt : Vernon
- Stéphanie Weir : Connie
- Rich Komenich : Franck
- Dwayne Barr : Nat
- Hutton Cobb : Wally